# Soquel, California
Soquel, California (енгл. Soquel) насељено је место без административног статуса у америчкој савезној држави Калифорнија.

## Демографија
По попису из 2010. године број становника је 9.644, што је 4.563 (89,8%) становника више него 2000. године.
| Група             | 2000.         | 2010.         |
| Белци             | 3.909 (76,9%) | 7.205 (74,7%) |
| Афроамериканци    | 80 (1,6%)     | 85 (0,9%)     |
| Азијати           | 203 (4,0%)    | 356 (3,7%)    |
| Хиспаноамериканци | 711 (14,0%)   | 1.606 (16,7%) |
| Укупно            | 5.081         | 9.644         |